# Летящи
„Летящи“ е български военен кораб, торпедоносец.
Българските миноносци са наречени „Дръзки“, „Смели“, „Храбри“, „Строги“, „Летящи“ и „Шумни“ и заедно с учебния крайцер „Надежда“ представляват основата на неголемия български боен флот през Балканските и началото на Първата световна война. Миноносците и крайцерът формират Подвижната отбрана на Флотилията и Морската част.
Корабът е поръчан в корабостроителницата в Шалон сюр Сон, Франция. Докаран е във Варна на части и е сглобен на място. От 1908 г. е в състава на флота. Разполага с два парни котела, които му позволяват да достигне скорост до 26 морски възела. Може да носи 11 тона въглища. Това му позволява 500 мили автономно плаване. Корабът е въоръжен с три 450-милиметрови торпедни тръби и две 47-милиметрови оръдия „Шнайдер“. Екипажът му се състои от 25 – 30 души.
Торпедоносецът излиза от строй през 1918 г. след като се натъква на подводна скала, докато е командван от френски офицер.